# 로카라소
로카라소(이탈리아어: Roccaraso)는 이탈리아 아브루초주 라퀼라도에 있는 코무네이다.